# 三台镇 (吉木萨尔县)
三台镇，是中华人民共和国新疆维吾尔自治区昌吉回族自治州吉木萨尔县下辖的一个乡镇级行政单位。

## 行政区划
三台镇下辖以下地区：
三台镇社区、八家地村、老庄湾村、东地村、喇嘛昭村、羊圈台子村和潘家台子村。